# Cantó de Saint-Joseph-2
El cantó de Saint-Joseph-2 és un cantó de l'illa de la Reunió, regió d'ultramar francesa de l'oceà Índic. Correspon a una fracció de la comuna de Saint-Joseph.

## Història
| Data d'elecció | Identitat        | Partit |
| -------------- | ---------------- | ------ |
| 2004 -         | Patrick Lebreton | PS     |
| 2007 -         | Axel Vienne      | PS     |